# Suzuki 550 Katana
 (juillet 2024).
Si vous disposez d'ouvrages ou d'articles de référence ou si vous connaissez des sites web de qualité traitant du thème abordé ici, merci de compléter l'article en donnant les références utiles à sa vérifiabilité et en les liant à la section « Notes et références ».
La GSX 550 MX et MZ Katana est un modèle de motocyclette issu du catalogue du constructeur japonais Suzuki.

## Histoire
La 550 est extrapolée de la 550 GS. Elle reçoit en 1982 une fourche anti-plongée.

## Postérité
Elle a inspiré la Suzuki Katana.